# Complement-bindingsreactie
De complement-bindingsreactie (CBR) is een immunologische test die gebruikt wordt in de medische diagnostiek meestal binnen de medische microbiologie om een infectie aan te tonen. 
Dit onderzoek toont aan dat een microorganisme (virus, bacterie) bij een patiënt aanwezig is of geweest is. Dit gebeurt door aantonen van ofwel onderdelen van het micro-organisme zelf (een z.g. antigeen), of van een reactie van de patiënt op het micro-organisme (z.g. specifieke antistoffen in het bloed van de patiënt). De CBR ontleent zijn naam aan het gegeven dat complement wordt verbruikt wanneer een verbinding ontstaat tussen antigeen en antilichaam. Aan het eind van de 19e eeuw kwamen veel serologische onderzoeksmethoden tot stand. Grote vorderingen zijn gemaakt voor de diagnose van syfilis met de Wassermannreactie, een belangrijke vertegenwoordiger van de complementbindingsreactie.

## Achtergrond
Als een micro-organisme zoals een bacterie of een virus het lichaam binnendringt, reageert het lichaam onder meer met de aanmaak van afweerstoffen. Een algemene benaming voor deze beide componenten is antigeen voor het binnendringende micro-organisme en antilichaam (Engels: antibody) voor de eiwitten die worden aangemaakt in reactie hierop. Antigeen en antilichaam hebben een sterke aantrekkingskracht op elkaar en zullen een binding aangaan, waarna de afweer tot aanval van het micro-organisme zal overgaan. Bij de binding tussen antigeen en antilichaam wordt complement, een bloedbestanddeel, verbruikt.

## Werkwijze
Bij de CBR wordt gebruikgemaakt van: 
- serum van de patiënt
- complement,
- specifiek antigeen, bijvoorbeeld geïnactiveerd en gezuiverd griepvirus als onderzocht moet worden of het te onderzoeken bloed afweerstoffen tegen griep bevat. Er zijn allerlei verschillende antigenen beschikbaar, om verschillende ziekten te kunnen aantonen.

Voor de 2e stap: 
- schapen-rode bloedcellen (sRBC)
- antilichamen tegen de sRBC, die in dieren worden opgewekt en geproduceerd.

### Eerste stap
In de eerste stap worden serum van de patiënt, complement en het specifieke antigeen met elkaar gemengd. Als de binding tussen antilichaam en antigeen optreedt (en het gezochte antilichaam dus aanwezig was), wordt complement verbruikt, zodat dit niet meer in het mengsel aanwezig is.

### Vervolgstap
In een vervolgstap worden aan dit mengsel sRBC en antilichamen daartegen toegevoegd. De antilichamen zullen binden aan de sRBC. Wat er daarna gebeurt hangt af van het resultaat van de eerste stap:
- Als er nog complement aanwezig was (omdat het gezochte antilichaam ontbreekt), zullen de sRBC openbreken (lyseren). De inhoud van de sRBC komt vrij, zodat een heldere rode vloeistof ontstaat. De test is dan negatief.
- Als er geen complement meer aanwezig was (omdat het al in de eerste stap verbruikt was), zullen de sRBC heel blijven. De vloeistof is troebel rood, en na verloop van tijd zakken de bloedcellen naar beneden tot een rode punt onder in het buisje. Dit gebeurt als het gezochte antilichaam in de eerste stap wel aanwezig was, een positief resultaat.

## Titers
De CBR wordt uitgevoerd in verschillende serumverdunningen of titers: een op twee (1:2), een op vier (1:4), een op acht (1:8), enzovoort. De hoogste titer die nog een positief resultaat geeft is de uitslag van de CBR. Een kenmerkend resultaat als voorbeeld is een titer van 1:4 tegen griepvirus in het op dag 1 afgenomen bloed en een titer van 1:128 in het bloed dat op dag 15 is afgenomen. Bij een dergelijke bevinding is de serologische diagnose van deze patiënt voor griep te stellen.